# 永井ちひろ (女優)
永井 ちひろ（ながい ちひろ、1984年10月31日 - ）は、日本の女優。北海道札幌市出身（釧路市生まれ）。アニモプロデュース所属。

## 経歴
幼少期からモダンバレエ、中学時代からストリートダンスを始め、学習院大学法学部政治学科に在学時、アーティストのバックダンサーを務める。2004年に『HEY!HEY!HEY! MUSIC CHAMP』でEXILE、TRF、ORANGE RANGE、ウルフルズらのバックダンサー、同年から水樹奈々の「LIVE SKIPPER」カウントダウンライブ等のバックダンサーを務めている。
プロデューサー志望であったことから、大学卒業後は映像制作会社に勤務。外画の日本語制作や映画、映像製作のアシスタントプロデューサーを経験した。2009年にはオムニバス映画『非女子図鑑』の豊島圭介監督「占いタマエ!」の共同プロデューサーを務めている（「永井千裕」名義）。
幼少期からのダンスや歌の経験から、自分の身体を使って表現するという欲求が湧き出し、2012年より女優に転身。会社勤めを続けながら映画や舞台で活動し、2014年6月頃よりフリーとなった。フリーでの活動を約7年間続け、2020年9月1日からはアニモプロデュースに所属。現在は映画、映像作品をメインにCMや舞台などでも活動している。

## 出演

### 映画
- 砂をつかんで立ち上がれ（2013年8月3日、映画24区、監督：藤澤浩和） - スポンサー 役
- サッドティー（2014年5月31日、SPOTTED PRODUCTIONS、監督：今泉力哉） - 加藤夕子 役
- TOKYO TRIBE（2014年8月30日、日活、監督：園子温） - ブクロストリートガールズ(RAP) 役
- うるう年の少女（2014年11月8日、ENBUゼミナール、監督：天野千尋） - 千絵 役
- 紙の月（2014年11月15日、松竹、監督：吉田大八） - 銀行員 役
- イニシエーション・ラブ（2015年5月23日、東宝、監督：堤幸彦） - 同僚 役
- 新宿スワン（2015年5月30日、ソニー・ピクチャーズ エンタテインメント、監督：園子温） - ヘルス嬢 役
- 予告犯（2015年6月6日、東宝、監督：中村義洋） - 警視庁サイバー科刑事 小林 役
- リアル鬼ごっこ（2015年7月11日、松竹/アスミック・エース、監督：園子温）
- 十六夜（2015年、監督：出澤暁） - 女 役　※短編映画
- なけもしないくせに（2016年4月23日、ENBUゼミナール、監督：井上真行） - 喫茶店店員 千秋 役
- オーバー・フェンス（2016年9月17日、東京テアトル、監督：山下敦弘） - 担当ホステス 役
- 過去のまつり（2016年、監督：井上真行）　※短編映画
- サンプリング（2016年、監督：宇都宮秀男） - ラッパー 役　※短編映画
- 片手にピストル（2016年6月27日上映会、監督：車井昇平） - 母 役　※自主映画
- 14の夜（2016年12月24日、SPOTTED PRODUCTIONS、監督：足立紳）
- 僕らのごはんは明日で待ってる（2017年1月7日、アスミック・エース、監督：市井昌秀） - 伏見 役
- 枝葉のこと（2018年5月12日、九輪家、監督：二ノ宮隆太郎）
- 美人が婚活してみたら（2019年3月23日、KATSU-do、監督：大九明子）
- かぞくいろ RAILWAYS わたしたちの出発（2018年11月30日、松竹、監督：吉田康弘）
- ギャングース（2018年11月23日、キノフィルムズ、監督：入江悠）
- 麻雀放浪記2020（2019年4月5日、東映、監督：白石和彌）
- 愛がなんだ（2019年4月19日、エレファントハウス、監督：今泉力哉）
- お嬢ちゃん（2019年9月28日、ENBUゼミナール、監督：二ノ宮隆太郎） - ちひろ 役
- 普通は走り出す（2019年10月25日、SPOTTED PRODUCTIONS、監督：渡辺紘文）[8] - 内田香織 役
- AI崩壊（2020年1月31日、ワーナー・ブラザース映画、監督：入江悠） - レポーター 伊東千鶴 役
- 無名の俳優（2020年3月2日上映会、監督：高野徹）[9]　※短編映画
- ミッドナイトスワン（2020年9月25日、キノフィルムズ、監督：内田英治） - 同級生の母 役
- the believers ビリーバーズ（2020年11月14日、8oo LIES PRODUCTION、監督：平波亘） - 呑み屋の女 役
- レディ・トゥ・レディ（2020年12月11日、トラヴィス、監督：藤澤浩和） - チャコット店員 ラブリードール 役
- 哀愁しんでれら（2021年2月5日、クロックワークス、監督：渡部亮平） - 看護師 役
- あの頃。（2021年2月19日、ファントム・フィルム、監督：今泉力哉）
- 彼女が好きなものは（2021年12月3日、バンダイナムコアーツ/アニモプロデュース、監督：草野翔吾）
- 偽りのないhappy end（2021年12月17日、アルミード、監督：松尾大輔）[10]
- エッシャー通りの赤いポスト（2021年12月25日、ガイエ、監督：園子温） - 角田カンナ 役
- 死んで生きる（2021年、監督：石田祐規） - 女 役[11]　※短編映画
- 女子高生に殺されたい（2022年4月1日、日活、監督：城定秀夫） - 母親 役
- 流浪の月 （2022年5月18日、ギャガ、監督：李相日） - 酒井まどか 役
- 神は見返りを求める（2022年6月24日、パルコ、監督：𠮷田恵輔） - チカ 役
- 激怒（2022年8月26日、インターフィルム、監督：高橋ヨシキ）[12] - 女給 役
- ABYSS アビス（2023年9月15日、FOL、監督：須藤蓮）
- かぞく（2023年11月3日、アニプレックス、監督：澤寛）
- ナミビアの砂漠（2024年9月6日、ハピネットファントム・スタジオ、監督：山中瑶子）
- 徒花-ADABANA-（2024年10月18日、ナカチカピクチャーズ、監督：甲斐さやか）
- 正体（2024年11月29日、松竹、監督：藤井道人）

### テレビドラマ
- 埋もれる（2014年3月16日、WOWOW） - レポーター 役
- アイアングランマ 第6話（2015年1・2月、NHK BSプレミアム） - スタッフ 役
- 破門（疫病神シリーズ）（2015年1月 - 3月、BSスカパー!） - カップル 役
- となりの関くんとるみちゃんの事象 第7話（2015年9月6日、毎日放送）
- コウノドリ（2015年10月16日 - 12月18日、TBSテレビ） - 永谷真知子 役
- プラージュ 〜訳ありばかりのシェアハウス〜 第1・2・4話（2017年8月12日・19日・9月2日、WOWOW） - 編集部部下 役
- SR サイタマノラッパー〜マイクの細道〜 第1話（2017年4月7日、テレビ東京） - 焼肉屋店員 役
- 60 誤判対策室（2018年5・6月、WOWOW） - 裁判員 役
- ブラックペアン 第9話（2018年6月17日、TBSテレビ） - 桜ノ宮病院 看護師 役
- 満願 最終夜「満願」（2018年8月16日、NHK総合） - 裁判員 役
- 湊かなえ ポイズンドーター・ホーリーマザー（2019年7月6日、WOWOW） - 記者 役
- 病室で念仏を唱えないでください（2020年1月17日 - 3月20日、TBSテレビ） - 救急看護師 池野真美 役
- 逃げるは恥だが役に立つ ガンバレ人類!新春スペシャル!!（2021年1月2日、TBSテレビ） - 角田桜 役
- TOKYO VICE（2022年、WOWOW）

### テレビ番組
- マツコ&有吉 かりそめ天国（2018年5月30日、テレビ朝日）ずん・飯尾「1日にたくさんの女性から告白される」企画の仕掛人︎

### ウェブドラマ
- 東京ヴァンパイアホテル（2017年6月16日、Amazon Prime Video） - 囚われの女 Q 役
- 呪怨:呪いの家（2020年7月3日、Netflix） - 娼婦 役
- 大食い捜査官 木下ゆうか エピソード0（2021年4月28日、YouTube）[13] - 米田 役
- 箱庭のレミング 第3話「名探偵S」（2021年7月1日、ABEMA SPECIAL） - 戸部真琴 役
- 東京、愛だの、恋だの 第4話（2021年9月25日、Paravi）

### 舞台
- 劇団レクラム舎・シアターΧ提携公演「カウント11」（2013年7月10日 - 14日、シアターΧ）　※演出補も担当[14]
- 寺山修司ノック展×園子温 パフォーマンス「グレイテスト・ヒッツ・テラヤマ」（2013年7月26日、ワタリウム美術館）　※朗読劇
- 池亀さん、他「三毛猫と退屈」（2013年8月23日 - 25日、参宮橋トランスミッション）[15]
- 観覧舎 旗揚げ公演「幻夜」（2014年1月10日 - 13日、OFF・OFFシアター）
- 観覧舎 第二回公演「回帰熱」（2015年1月14日 - 18日、OFF・OFFシアター）
- 舞台企画 斜楽生 2018年3月企画公演「プライベート〜信じたモノはナニカ〜」（2018年3月30日 - 4月1日、新宿村LIVE）
- 「授業」（2020年1月25日・26日、Ito・M・Studio）[16]
- 小松台東"east"「東京」（2021年12月10日 - 21日、RAFT）Sキャストに出演

### MV
- Signals「Mad Hunter~Wonder Three~」（2019年）

### CM
- 東京メトロ Color you days.「こどもに返れる」篇（2014年）
- セブンイレブン・夏ギフト「贈りたい気持ち」篇（2016年）
- アサヒ飲料 ワンダモーニングショット「部長ハイテンション」篇（2017年）
- ソフトバンク Pepper「Pepper for Home」篇（2019年）